# Proteinosis lipoidea

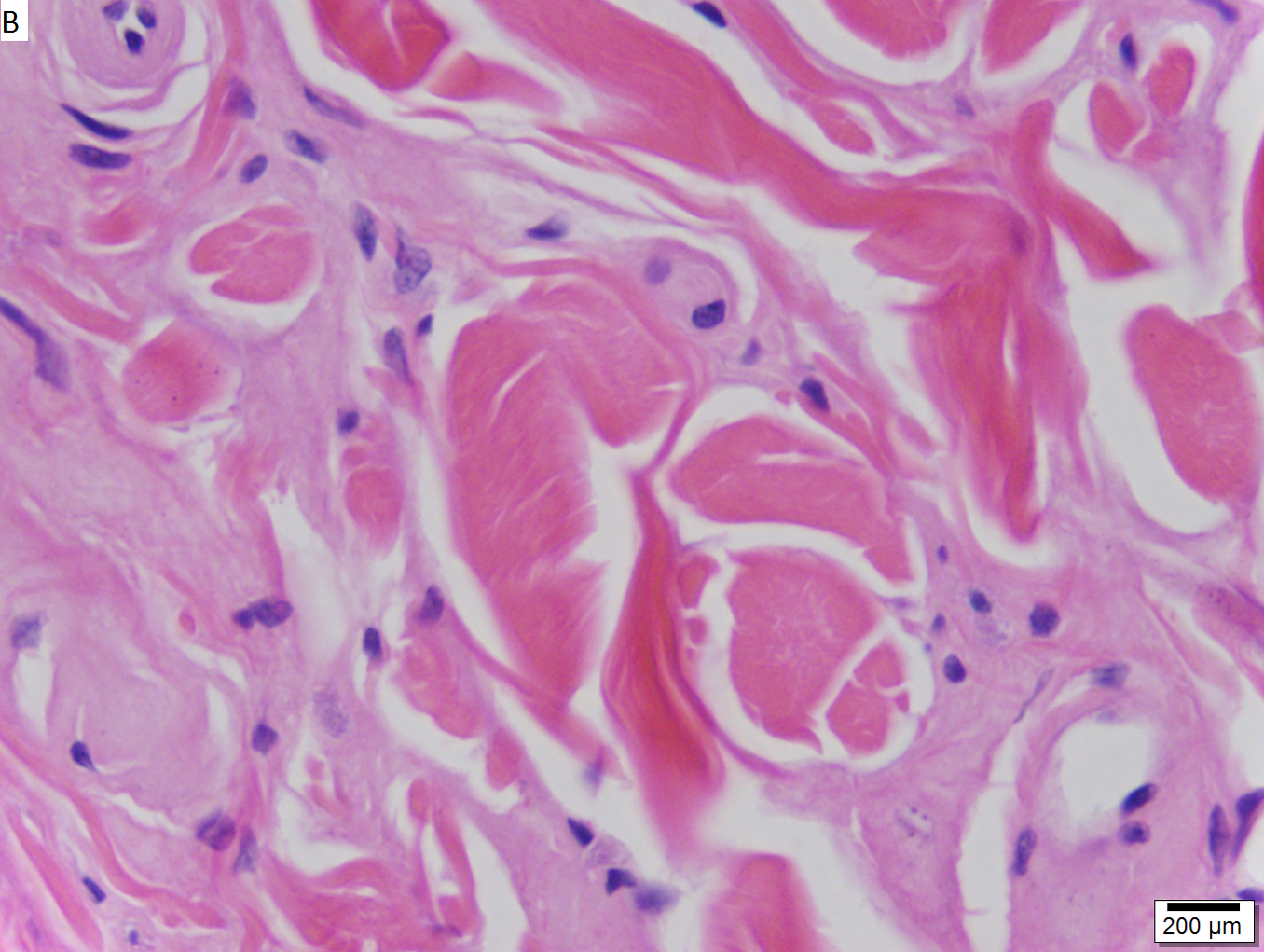
Imagen microscópica de una biopsia de piel de un paciente con esta enfermedad.

La enfermedad de Urbach-Wiethe (También conocida como proteinosis lipoidea y hialinosis cutis et mucosae) es una enfermedad genética , transmitida con un patrón autosómico recesivo, poco frecuente, con 400 casos conocidos desde su descubrimiento Erich Urbach y Camillo Wiethe informaron oficialmente de ella por primera vez en 1929 aunque se pueden encontrar casos que se remontan a 1908.
Los síntomas de la enfermedad pueden variar mucho de un individuo a otro. Pueden incluir voz ronca, lesiones y desgarros cutáneos, piel frágil y con mala curación, seca, arrugada, y una pápula alrededor de los párpados. Todo ello es resultado del engrosamiento general de la piel y membranas mucosas. En algunos casos también hay un endurecimiento del tejido cerebral en el lóbulo temporal medio, que puede producir epilepsia y anormalidades neuropsiquiátricas. La enfermedad no es mortal y los pacientes no ven reducida su esperanza de vida.
Dado que es la enfermedad de Urbach-Wiethe es una afección autosómica recesiva, los individuos pueden ser portadores de la enfermedad sin mostrar síntomas. La causa de la enfermedad se de a la pérdida de función por la mutación del cromosoma 1 en 1q21, el gen de la proteína de la matriz extracelular 1 (ECM1). Los síntomas dermatológicos se producen por la acumulación de material hialino en la dermis y el engrosamiento de la membrana basal de la piel. La enfermedad de Urbach-Wiethe se diagnostica normalmente por sus manifestaciones dermatológicas clínicas, particularmente las pápulas perladas en los párpados. El descubrimiento de la mutación en el gen ECM1 ha permitido el uso de las pruebas genéticas para confirmar el diagnóstico clínico inicial. La tinción de ácido peryódico de Schiff (PAS) y la tinción inmunohistoquímica también pueden usarse para el diagnóstico
Actualmente no hay cura para la enfermedad de Urbach-Wiethe aunque hay maneras de tratar individualmente algunos de sus síntomas. El descubrimiento de la mutación del gen ECM1 ha abierto la posibilidad a una terapia génica o una proteína ECM1 recombinante para el tratamiento de la enfermedad, pero ninguna de las opciones está disponible en el presente. Algunos investigadores examinan a los pacientes con la enfermedad de Urbach-Wiethe para aprender más sobre otras afecciones que muestran síntomas neurológicos similares, como el autismo.

## Características y síntomas
La enfermedad de Urbach-Wiethe está caracterizada por síntomas neurológicos y dermatológicos.

### Dermatológicos
Aunque los síntomas pueden variar enormemente entre las personas afectadas, incluidos aquellos en la misma familia, estos comienzan normalmente en la infancia como resultado de un engrosamiento de la piel y las membranas mucosas. A veces el primer síntoma es un llanto débil o una voz ronca debido al engrosamiento de las cuerdas vocales. La voz ronca es una de las manifestaciones clínicas más llamativas de la enfermedad. Las lesiones y cicatrices también aparecen en la piel, normalmente en la cara y en las zonas distales de los miembros. Esto suele llevar a una mala curación de las heridas, con una producción de cicatrices que se incrementa con la edad, dejando la piel con una apariencia cerosa. La piel puede ser dañada fácilmente como consecuencia de un trauma o lesión menor, dejando muchas ampollas y cicatrices adicionales. Normalmente la piel se encuentra muy seca y arrugada. Se forma una infiltración blanca o amarilla en los labios, mucosa bucal, amígdalas, úvula, epiglotis y frenillo de la lengua. Esto puede conllevar una infección del tracto respiratorio superior y a veces requiere una traqueotomía para aliviar los síntomas. Un engrosamiento intenso del frenillo puede impedir los movimientos de la lengua y producir alteraciones del lenguaje. Las pápulas alrededor del párpado son un síntomas muy común que suele usarse como parte del diagnóstico de la enfermedad. Otros síntomas dermatológicos que se ven a veces, aunque menos comunes, incluyen la pérdida del cabello, parotitis y otras anormalidades dentales, úlceras de la córnea, y degeneración focal de la mácula.

### Neurológicos
Aunque los cambios dermatológicos son los síntomas más obvios de la enfermedad de Urbach-Wiethe, muchos pacientes tienen síntomas neurológicos. Entre el 50-75% de los casos diagnosticados de la enfermedad de Urbach-Wiethe muestran calcificación bilateral simétrica en los lóbulos temporales mediales. Estas calcificaciones a veces afectan a la amígdala y el giro periamigdaloideo. Se piensa que la amígdala está implicada en estímulos biológicamente importantes y en la memoria emocional a largo plazo, concretamente las asociadas con el miedo, mostrando tanto en la PET como la IRM una correlación entre la activación de la amígdala y la memoria episódica para fuertes estímulos emocionales. Por consiguiente, los pacientes de la enfermedad de Urbach-Wiethe con calcificaciones y lesiones en estas regiones pueden sufrir deficiencias en estos sistemas. Estas calcificaciones son el resultado de una acumulación de depósitos de calcio en los vasos sanguíneos del interior de esta zona cerebral. Con el tiempo, se endurecen y el tejido que las integra muere, provocando lesiones. La cantidad de calcificaciones está normalmente relacionada con la duración de la enfermedad. La prevalencia real de estas calcificaciones es difícil de definir con precisión ya que no todos los pacientes se someten a pruebas de imagen cerebral. Algunos pacientes también muestran epilepsia y anormalidades neuropsiquiátricas. Los síntomas epilépticos pueden empezar con ligeros ataques de ansiedad y pueden ser controlados con "Epilum" Otros pacientes presentan síntomas similares a la esquizofrenia mientras que otros padecen trastornos psicóticos, de ansiedad o del humor.